# Đorđe Branković
Đorđe Branković (en serbio: Ђорђе Бранковић; castellanizado como Jorge; también conocido como San Maksim; 1461-1516) fue el último miembro masculino de la dinastía Branković, y déspota titular de Serbia de 1486 a 1497. El título le fue concedido por el rey húngaro Matías Corvino. A partir de 1493, compartió el título con su hermano Jovan. En 1497, Đorđe renunció a todos los títulos y posesiones en favor de su hermano, y decidió tomar los votos monásticos, adoptando el nombre de Maksim (en serbio: Максим). Construyó el monasterio de Krušedol, y sirvió como enviado diplomático del príncipe Radu IV el Grande de Valaquia (1507). En 1513, se convirtió en metropolitano de Belgrado. Después de su muerte (1516), fue venerado como santo y canonizado por la Iglesia ortodoxa de Serbia.